# Disguised Toast
Jeremy Wang (sinh ngày 25 tháng 11 năm 1991), thường được biết đến với biệt danh Disguised Toast (nghĩa là "Lát bánh mì nướng cải trang"), là một streamer, Youtuber người Canada gốc Đài Loan. Anh bắt đầu khởi nghiệp trên YouTube bằng việc làm video về trò chơi thẻ bài Hearthstone. Wang sau đó bắt đầu phát trực tuyến trên Twitch, trước khi ký hợp đồng phát trực tuyến độc quyền với Facebook Gaming vào tháng 11 năm 2019.
Wang là thành viên của OfflineTV, một nhóm giải trí xã hội trực tuyến gồm thành viên là những chuyên gia sáng tạo nội dung.

## Sự nghiệp
Năm 2015, Wang bắt đầu làm infographic và video YouTube để giới thiệu về các tương tác thẻ bài đặc biệt trong trò chơi Hearthstone. Nội dung chia sẻ của anh sau đó được đưa lên trang tổng hợp cộng đồng Reddit. Trong các video của mình, Wang tự che mặt bằng một chiếc mặt nạ bìa cứng hình lát bánh mì nướng - cho đến khi anh vô tình để lộ khuôn mặt của mình vào tháng 10 năm 2016.
Tháng 3 năm 2017, Wang thi đấu trong giải ONOG Major Circuit tại PAX East. Mặc dù lọt vào top 32, anh đã ngủ quên vào sáng hôm sau và bị loại.
Tháng 6 năm 2017, Wang bị cấm tạm thời không được chơi Hearthstone trong 72 giờ do phản ứng với việc anh tiết lộ một hành vi vi phạm trên stream.
Tháng 10 năm 2017, Wang gia nhập OfflineTV, một nhóm người sáng tạo nội dung sống cùng nhau ở Los Angeles, California.
Mùa hè năm 2019, anh đã thu hút một lượng lớn người theo dõi khi phát trực tuyến trò chơi mới Teamfight Tactics của Riot Games, và một lần khác trong giai đoạn thử nghiệm trò chơi thẻ bài mới của Riot, Legends of Runeterra. Trong thời gian đó, anh là streamer có nhiều người xem thứ hai trên Twitch. Vào thời điểm đó, anh đã có 1,3 triệu người theo dõi trên Twitch và 950.000 người đăng ký trên kênh YouTube chính của mình.
Tháng 11 năm 2019, Wang đã ký một thỏa thuận độc quyền với Facebook để chuyển đổi streaming từ Twitch sang Facebook Gaming.
Tháng 5 năm 2019, Wang được đề cử là Twitch Streamer của năm trong Lễ trao giải Shorty Awards thường niên lần thứ 11.
Cuối năm 2019, Wang từ chối lời đề nghị từ Blizzard yêu cầu anh tiết lộ một thẻ bài mới của bản mở rộng Saviors of Uldum, với lý do cảm xúc cá nhân của anh trên Hearthstone cũng như phản ứng tiêu cực của cộng đồng.
Tháng 4 năm 2020, Wang trở lại Twitch để thực hiện một series mới có tên “Blind eDating”. Nội dung của series tập trung vào việc hẹn hò với một cô gái mới mỗi tuần và chơi trò chơi với họ.
Từ tháng 9 năm 2020 đến tháng 1 năm 2021, Wang đã nhận được hơn hai triệu người đăng ký và 400 triệu lượt xem video trên YouTube nhờ một số video của anh dựa trên trò chơi mới nổi Among Us. Trong những video này, anh tham gia chơi với một số streamer nổi tiếng trên Twitch, YouTuber và những người nổi tiếng, bao gồm PewDiePie, JackSepticEye, Pokimane, Jae Park, Logic, James Charles, Bretman Rock, và Mark Tuan. Cuối tháng 10, Wang tham dự một phiên họp trên Twitch với các chính trị gia đảng Dân chủ Alexandria Ocasio-Cortez và Ilhan Omar để vận động bỏ phiếu trong cuộc bầu cử tổng thống Hoa Kỳ năm 2020.
Wang đã được vinh danh trong hạng mục "Games" của Forbes 30 Under 30.
Vào ngày 12 tháng 8 năm 2021, Wang đóng vai chính trong video âm nhạc cho bài hát của Sub Urban và Bella Poarch, "INFERNO".. Anh cũng đồng thời tham gia stream quảng cáo cho video này.

## Cuộc sống cá nhân
Wang nhận bằng toán học 3 năm tại Đại học Waterloo.
Biệt danh của Wang, Disguised Toast, được lấy ý tưởng từ lời thoại của lá bài SI:7 Agent trong Hearthstone.  Khi lá bài được chơi, giọng nói trong game sẽ đọc "This guy's toast" (nghĩa là "Tên này sắp chết rồi"). Diễn viên hài Conan O'Brien gọi đây là "cái tên tuyệt vời nhất trong lịch sử game."

## Thành tích

### Một số giải đấu đáng chú ý
| Ngày                     | Trò chơi          | Địa điểm   | Sự kiện                                   | Xếp hạng | Phần thưởng (USD) |
| ------------------------ | ----------------- | ---------- | ----------------------------------------- | -------- | ----------------- |
| ngày 4 tháng 7 năm 2019  | Teamfight Tactics | Online     | TFT Thursday #1                           | 2        | $2,450            |
| ngày 2 tháng 4 năm 2019  | Apex Legends      | Online     | Twitch Rivals ALC Rematch Challenge       | 11       | $1,500            |
| ngày 19 tháng 2 năm 2019 | Apex Legends      | Online     | Twitch Rivals ALC                         | 6        | $700              |
| ngày 23 tháng 1 năm 2019 | League of Legends | Online     | Twitch Rivals: League of Legends Showdown | 1        | $2,800            |
| ngày 25 tháng 8 năm 2018 | Fortnite          | Online     | Fortnite Summer Skirmish                  | N/A      | $16,200           |
| ngày 8 tháng 4 năm 2018  | Hearthstone       | Boston, Mỹ | PAX East GEICO Hearthstone Showdown       | 3        | $1,000            |
| ngày 15 tháng 4 năm 2017 | Hearthstone       | Mỹ         | Red Bull Team Brawl: Spring 2017          | 1        | $1,500            |

### Giải thưởng & Đề cử
| Năm  | Giải thưởng        | Hạng mục                | Kết quả | Nguồn  |
| ---- | ------------------ | ----------------------- | ------- | ------ |
| 2019 | 11th Shorty Awards | Twitch Streamer của năm | Đề cử   | [ 16 ] |

## Đóng phim

### Video âm nhạc
| Năm  | Tựa đề    | Nghệ sĩ                   | Vai trò | Nguồn  |
| ---- | --------- | ------------------------- | ------- | ------ |
| 2021 | "Inferno" | Sub Urban và Bella Poarch | Bellboy | [ 23 ] |